# Physalacria angustispora
Physalacria angustispora är en svampart som beskrevs av Desjardin & Hemmes 2001. Physalacria angustispora ingår i släktet Physalacria och familjen Physalacriaceae.   Inga underarter finns listade i Catalogue of Life.